# Comarca de Coremas
A Comarca de Coremas é uma comarca de primeira entrância com sede no município de Coremas, no estado da Paraíba, Brasil.
A referida comarca é formada unicamente pelo município de Coremas, não possuíndo termo.